# Naqada

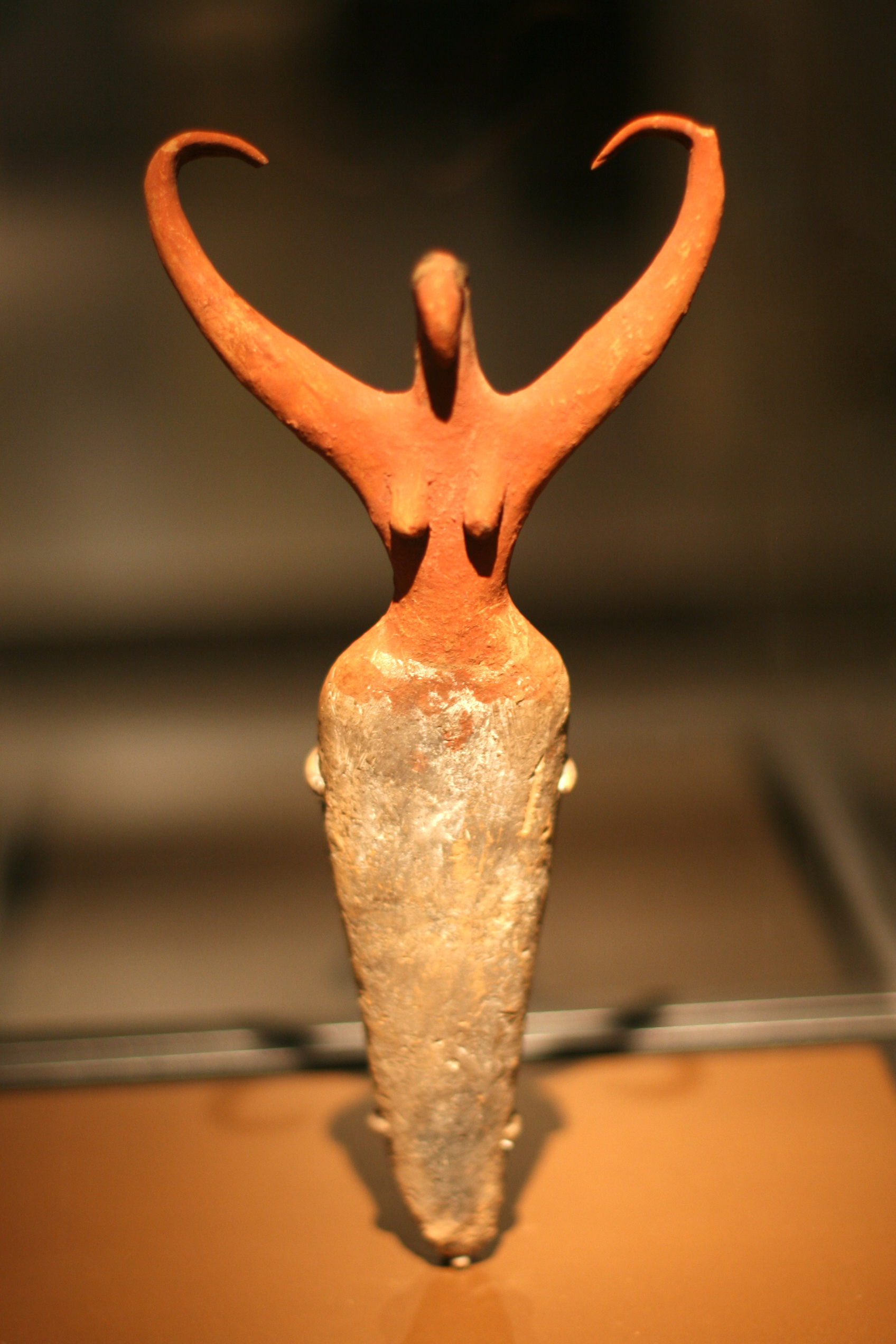
Kvinnofigur i terracotta från perioden Naqada II.

Naqada, eller Negadeh, är en ort i guvernementet Qena i södra Egypten. Naqada är även en arkeologisk fyndort som givit namn åt en kalkolitisk kultur, Naqadakulturen, som blomstrade under det fjärde årtusendet f.Kr. Under antiken var det grekiska namnet Ombos.

## Naqadakulturen
Utgrävningar av Naqada påbörjades av den brittiska arkeologen William Flinders Petrie 1894. Han utarbetade även den kronologiska sekvensen för den fördynastiska tiden i Egyptens historia. Naqadakulturen indelas i tre huvudperioder I-III. I äldre litteratur förekommer beteckningar efter fyndorterna El-Amrah, Gerzeh och Es-Samaina.
| Naqada I   | Amratien  | ca. 4500 – 3500(?) f.Kr.        |
| Naqada II  | Gerzéen   | ca. 3500(?) – 3300/3200 f.Kr.   |
| Naqada III | Semainien | ca. 3300/3200 – 3000/2900 f.Kr. |

Naqada I sammanföll med Badarikulturen och har mycket gemensamt med denna. Naqadakulturen var en jordbrukskultur som använde koppar, men de flesta bruksföremålen tillverkades av sten. Konsten förfinades och den svartrandade keramiken (eng. black-topped ware) i stengods ersattes under Naqada II av lergods som imiterade sten med en rödbrun dekor på ljus botten. Influenser från norra Egypten och Palestina blir tydliga när kärl med vågiga handtag (eng. wavy-handled jars) nådde det norra kulturområdet under Naqada II.
Naqada III från omkring 3300/3200 f.Kr. sammanfaller med den Protodynastiska tiden och Dynasti noll i det forntida Egypten. Den viktigaste fyndorten blir då Kom el-Ahmar, det forntida Nekhen (Hierakonpolis), söder om Luxor, vilken utvecklades till en av Egyptens första städer. Fynd från Naqada III, figurmotiv och cylindersigill, påvisar kulturella influenser från Jemdet Nasr i Mesopotamien. Ursprunget för skrivkonsten, som uppträdde för första gången vid denna tid, är omdebatterat. Det har föreslagits att skrivkonsten nådde Egypten från Sumer, men fynd av tyska arkeologer i Abydos anses representera ett förstadium till de egyptiska hieroglyferna. När invasions- och rasteorier var populära inom arkeologin föreslogs att Egypten invaderades österifrån av en "dynastisk ras" som förde med sig den egyptiska civilisationen. Det finns dock inget brott i den kulturella kontinuiteten med tidigare perioder.
Med hjälp av C14-metoden dateras Naqada-kulturen till omkring 4500–3000 f.Kr. Samtida förhistoriska kulturer med Naqada var Maadikulturen i norr, men arkeologiska fynd saknas från stora delar av norra Egypten under det fjärde årtusendet f.Kr. Naqadakulturen upphör med Egyptens första dynasti och början av historisk tid omkring 3000 f.Kr. i det forntida Egypten. Det brukar även räknas som övergången till bronsåldern i Egypten, men det representerar inget framsteg inom metallurgin vid denna tid.